# 카드캡터 사쿠라의 등장인물 목록
다음은 CLAMP의 만화·애니메이션인 《카드캡터 사쿠라》의 등장인물 목록이다.

## 사쿠라의가족-친척
- 임창하(일본명:다이도우지 소노미)

일본 성우: 이토 미키
한국 성우: 최문자(SBS), 한채언(투니버스)
신지수의 어머니이자 임소하의 사촌이자 유도진과 유체리의 당이모이자 장난감 회사 ‘다이도우지 토이즈 코퍼레이션’의 사장이며, 고교 시절 국체 선수였다. 결혼전 성은 ‘아마미야’로 아마미야 그룹에서부터 재벌이었으며, 여자 경호원을 대동하고 다닌다. 나데시코(번안: 임소하)와 사촌 자매 사이로 어릴 때부터 나데시코와 친하게 지내며 친동생처럼 아꼈다. 나데시코가 이른 결혼으로 고생하며 27세로 병사한 것 때문에 후지타카(번안: 유익한)를 원망하고 있다. 후지타카는 소노미와 나데시코의 고등학교 시절 교생 선생님으로, 토모에다 초등학교(번안: 우수초등학교)에서 후지타카와 재회한 이후 사쿠라(번안: 유체리)와 만나며 예전보다 원망의 기색이 옅어졌다. 체리를 사쿠라편에서도 이뻐했지만 클리어카드에서도 여전히 이뻐한다.
- 신지수(일본명:다이도우지 토모요)

사쿠라(번안: 유체리)의 육촌친척이자 가장 친한 단짝이다. 다정하고 상냥한 성격이며 자산가의 외동딸로 경호원이 붙어 있다. 체리가 ‘카드 캡터’인 것을 알고 있어 체리가 카드 캡터로 활동할 때 입는 모든 옷을 만들어 준다.
- 토모요의 보디가드들

전원 여성으로 구성된 검은색 수트와 선글라스를 쓴 보디가드들. 토모요를 지키기 위해 소노미가 엄선한 사람들로, 토모요의 코스튬을 싣고 있는 밴을 몰고 오기도 한다.

## 사쿠라의가족-부모님&오빠&파트너
- 임소하(일본명:키노모토 나데시코)

유체리와 유도진의 어머니이자 유익한의 아내로, 이름은 패랭이꽃(일본어: なでしこ, 나데시코[*])을 뜻한다. 후지타가와 사랑에 빠져 가족들의 반대에도 무릅 쓰고 나데시코가 16살 되던 때 이른 나이로 결혼했다.
- 유익한({일본명:키노모토 후지타카)

사쿠라(번안: 유체리)와 토우야(번안: 유도진)의 아버지이자 나데시코(번안: 임소하)의 남편으로, 고고학을 가르치는 대학강사다. 요리를 잘하며 온화하고 자상한 성격으로 평소 경어를 사용하여 가족들에게도 존칭을 붙이지만, 바쁜 일때문에 가정에 소홀할 때가 많다.
- 유도진(일본명:키노모토 토우야)

유체리의 7살 위의 오빠다. 사립 고등학교 2학년이며 우수한 성적과 스포츠 만능의 축구부 소속으로 학교의 인기인이다. 평소 사쿠라를 자주 놀리며 까칠해 보이는 성격이지만 속은 다정하여 여동생을 아끼며, 수많은 아르바이트를 하고 있어 사쿠라가 외출할 때 의외의 곳에서 토우야를 만나는 경우가 많다.
- 오청명(일본명:츠키시로 유키토)

토우야 (번안: 유도진)의 단짝으로 커다란 안경을 쓴 서글서글하고 웃는 인상이며 부드러운 성격이다. 수재에 운동능력도 발군이지만, 어떤 운동부에도 속하지 않고 각 운동부에서 필요로 할 때 도움을 주는 학교의 인기인이다.
- 케르베로스(일본명:케로베로스)

크로우 리드에 의해 만들어진 크로우 카드의 수호자 중 하나로 ‘봉인의 파수꾼’이자 새로운 크로우 카드의 후보자를 선정하는 ’선정자’다. 오사카 사투리를 사용하며, 밝고 쾌활한 성격으로 평소에는 노란색 테디베어 인형 같은 작은 모습을 하고 있지만, 원래 모습은 노란 날개가 달린 사자의 모습이다.
- 유에(일본명:유에)

크로우 리드에 의해 만들어진 크로우 카드의 수호자 중 하나로 크로우 카드의 후보자에게 최후의 심판을 거행하는 ‘심판자’다. 등에 날개를 달고 있으며, 하나로 보라빛 도는 은색 눈에 은색 머리를 한 모습이지만, 평소에는 ‘다른 모습’으로 위장하고 있다.
- 스피넬 선(일본명:스피넹 선)

'사쿠라 카드 편'에서 부 터 등장하는 캐릭터로 에리오르(번안: 에리얼 신)에 의해 만들어졌으며, 조용한 것을 좋아하고 독서를 즐겨하고 평상시에는 작은 날개가 달린 검은 고양이 모습이지만, 원래 모습은 나비 날개를 가진 흑표범이다.
- 유체리(일본명:키노모토 사쿠라)

샤오랑과 류미호와 루비 문과 연애중이다. 우수중학교 1학년 이고 체리는 어느 날 아버지의 서고에서 이상한 책을 발견하고, 그 책에 봉인 되어있던 '봉인의 파수꾼' 케르베로스와 만나 카드 캡터로 임명된다. 역경을 겪을 때마다, '틀림없이 잘 될 거야라는 무적의 주문으로 극복하는 긍정적인 인물이다. 아키호와는 어머니때부터 이어진 인연인것이다. 아키호와 쌍둥이로 개변됐다.
- 서 루베리(일본명:시노모토 아키호, 키노모토 아키호)

성우: 스즈키 미노리/여민정
카드캡터 사쿠라 클리어 카드 편의 제7화, 애니메이션 제4화부터 등장한다. 토모에다 중학교의 사쿠라(번안: 유체리)와 같은 학급으로 전학 온 아이이지만, 평소에 동급생(친구)에게도 높임말을 쓴다. 일본으로 전학 오기 전 이탈리아, 영국, 독일, 프랑스, 홍콩과 각국을 건너 여러 나라의 책을 모으고 있었다. 유나·D·카이토를 동경하고 있으며, 그와 함께 사는 주택은 한때 에리오르(번안: 에리얼 신)가 살던 집으로, 서재에는 그녀의 일족이 모은 책이 보관되어있다. 에리오르의 점에 의하면 마력은 느껴지지 않지만, 사쿠라와 잘 맞아 좋은 친구가 될 것이라는 결과가 나왔다. 사쿠라와 마찬가지로 곤약에 약하고 타카시(번안: 최우규)가 꾸며낸 이야기에 잘 속는다. 노래를 잘 불러서 토모요(번안: 신지수)와 친구들의 권유로 코러스 부에 들어갔다.  제12화에서, 사쿠라의 '꿈'에 대해 어떠한 연관이 있다는 묘사가 있다. 사쿠라와는 어머니때부터 이어진 인연인것이다. 아키호는 사쿠라랑 쌍둥이로 개변되어 키노모토 아키호로 바뀐다.

## 사쿠라의친구
- 서 루베리(일본명:시노모토 아키호, 키노모토 아키호)

성우: 스즈키 미노리/여민정
카드캡터 사쿠라 클리어 카드 편의 제7화, 애니메이션 제4화부터 등장한다. 토모에다 중학교의 사쿠라(번안: 유체리)와 같은 학급으로 전학 온 아이이지만, 평소에 동급생(친구)에게도 높임말을 쓴다. 일본으로 전학 오기 전 이탈리아, 영국, 독일, 프랑스, 홍콩과 각국을 건너 여러 나라의 책을 모으고 있었다. 유나·D·카이토를 동경하고 있으며, 그와 함께 사는 주택은 한때 에리오르(번안: 에리얼 신)가 살던 집으로, 서재에는 그녀의 일족이 모은 책이 보관되어있다. 에리오르의 점에 의하면 마력은 느껴지지 않지만, 사쿠라와 잘 맞아 좋은 친구가 될 것이라는 결과가 나왔다. 사쿠라와 마찬가지로 곤약에 약하고 타카시(번안: 최우규)가 꾸며낸 이야기에 잘 속는다. 노래를 잘 불러서 토모요(번안: 신지수)와 친구들의 권유로 코러스 부에 들어갔다.  제12화에서, 사쿠라의 '꿈'에 대해 어떠한 연관이 있다는 묘사가 있다. 사쿠라와는 어머니때부터 이어진 인연인것이다. 아키호는 사쿠라랑 쌍둥이로 개변되어 키노모토 아키호로 바뀐다.
- 리 메이링(일본명:리메이링)

애니메이션 판의 오리지널 캐릭터로 먼 사촌이자 약혼자인 리 샤오랑을 홍콩에서부터 따라와 토모에다 초등학교(번안: 우수초등학교)로 전학 왔다. 발랄하고 호전적인 성격으로 크로우 리드의 사촌에 해당하는 리 가문 출신이면서 마력은 전혀 갖고 있지 않지만, 중국 권법의 달인이다.
- 신지수(일본명:다이도우지 토모요)

사쿠라(번안: 유체리)의 육촌친척이자 가장 친한 단짝이다. 다정하고 상냥한 성격이며 자산가의 외동딸로 경호원이 붙어 있다. 체리가 ‘카드 캡터’인 것을 알고 있어 체리가 카드 캡터로 활동할 때 입는 모든 옷을 만들어 준다.
강민지(일본명:사사키 리카)

일본 성우: 카와카미 토모코(1998)→후지타 사키(2018)
한국 성우: 우정신(SBS), 이새벽(투니버스)
사쿠라(번안: 유체리)의 동급생으로 약간 웨이브가 들어간 단발머리를 하고 있다. 어른스러운 분위기가 있으며, 사쿠라의 좋은 상담 친구다. '소드(The Sword)' 카드에 조종당한 적이 있다. 요리에 자신이 있어 가끔 도시락이나 케이크 등을 만들어 담임 선생님에게 드릴 때가 있다. 원작에서는 담임 선생님과 연인 사이로 나오며, 애니메이션 판에서는 동경하는 선생님으로 나온다.
클리어 카드 편에서는 사쿠라의 친구 중 유일하게 진학한 중학교가 다르고, 애니메이션 판에서는 제 5 화에서 전화기 너머로 목소리만 출연했으며, 17화에서 사쿠라에게 책을 전해주기 위해 잠시 등장했다.
은다빈(일본명:미하라 치하루)

일본 성우: 마츠모토 미와
한국 성우: 김희선(SBS), 김영은(투니버스)
사쿠라(번안: 유체리)의 동급생으로 사쿠라와 같은 우수중학교 1학년 이자 같은반이자 같은치어리딩부 소속이며, 머리띠를 한 양갈래 머리를 하고 있다. 소꿉친구 타카시(번안: 최우규)와는 연인 사이로 츳코미 역할을 맡고 있다. 사쿠라가 샤오랑(번안: 이소룡)의 문제로 고민하며 치하루가 타카시에게 마음 아픈 얘기를 했다면 어떻게 할 것인지 질문을 했을 때 치하루는 "오랫동안 사귄 사이고 가슴 아프게 할 때도 있지만, 정말 좋아하고 언제나 함께하고 싶으니까 사과 할 거야. 말할 때는 몰랐거나 전혀 악의가 없었어도, 나중에 아주 큰 상처를 입혔구나 하는 생각을 하거나 깨닫게 될 때도 있으니까. 그때는 분명히 사과할 거야. '미안해' 하고, 타가시라면 '응, 괜찮아' 이렇게 말해줄 거야"라는 성숙한 조언으로 사쿠라에게 도움을 줬다.
클리어 카드 편에서는 사쿠라, 토모요(번안: 신지수)와 같은 토모에다 중학교 1학년 2반으로 초등학교에 이어서 같은 치어리딩부 소속이다.
송유미(일본명:야나기사와 나오코)
일본 성우: 모토이 에미
한국 성우: 임은정(SBS), 김현심(투니버스)
사쿠라(번안: 유체리)의 동급생으로 우수중학교 1학년 이자 연극부 소속이며, 단발 머리에 안경을 쓰고있다. 우수한 성적과 회화와 작문을 잘 하지만, 운동은 잘 못하여 큰 골칫거리다. 그래서 운동능력을 높여줄 수 있는 주술카드를 구입하기도 한다. 독서를 좋아하며, 특히 괴담과 도시 전설 이야기를 좋아해 괴담과 관련 된 환상의 '일루션(The Illusion)' 카드의 첫 발견자며, 타카시(번안: 최우규)가 꾸며내는 거짓 이야기에 맞장구를 쳐주는 편이다. 소설을 쓰는 것을 좋아해 서점에서 우연히 쓰여진 이야기는 모두 현실이 된다는 '크리에이트(The Create)'를 구입한 적이 있다.
클리어 카드 편에서는 토모에다 중학교 1학년 3반으로 연극부에 들어갔다. 나오코가 쓰는 소설은 작중 여러번 등장하지만 그림을 그리는 것은 능숙하지 못했는데, 클리어 카드 편 7화에서 사쿠라의 교과서에 나오코가 그린 사쿠라와 샤오랑 낙서가 토모요(번안: 신지수)에게 귀엽다는 칭찬을 받을 정도로 그림 실력이 늘었다.
최우규(일본명:야마자키 타카시)
일본 성우: 미야자키 카즈나리
한국 성우: 최문자(SBS), 홍범기(투니버스)
우수중학교 1학년 이자사쿠라(번안: 유체리)의 동급생으로 평소 눈을 감고 있으며, 소꿉친구 치하루(번안: 은다빈)와는 연인 사이다. 학급의 위원장으로 현명하여 샤오랑(번안: 이소룡)이 의지하게 되는데, 사물의 유래를 설명할 때 주로 "○○라고 하는 것은~" 이라며 그럴듯하게 지어낸 이야기를 꾸며내는 버릇이 있다. 에리오르(번안: 에리얼 신)가 전학 온 이후 둘이서 거짓 이야기를 퍼트려서 사쿠라(번안: 유체리)와 샤오랑이 자주 속는다. CLAMP와 교류가 있었던 영화감독 야마자키 타카시에서 이름을 따왔다.

## 사쿠라의후원자
- 크로우 리드(일본명:크로우리드)

사쿠라의 후원자. 영국인 아버지와 중국인 어머니를 둔 혼혈인으로 동양과 서양의 마법을 모두 쓸 수 있다. 강한 마력을 갖고 있어 먼 미래를 내다보며 크로우 카드, 케르베로스, 유에를 창조할 수 있는 천재적인 마법사다.
- 에리얼 신(일본명:히이라기자와 에리오르)

'사쿠라 카드 편'에서부터 등장하는 인물로 토모에다 초등학교(번안: 우수초등학교)에 전학온 신비한 분위기의 초등학생이다. 종종 알 수 없는 웃음과 아이답지 않은 어른스러운 모습을 보인다. 사쿠라와 다른 이들에겐 경어를 쓰지만, 자신의 피조물에게는 반말을 한다.
- 문현아(일본명:미즈키 카호)

토모에다 초등학교(번안: 우수초등학교)의 산수 선생님이 오랫동안 학교에 못 나오게 되면서 임시로 오게 된 초등학교 선생님이며, 츠키미네 신사(번안: 월봉사) 신주의 딸로 무녀이기도 하다. 사쿠라 카드 편 이후 영국으로 돌아가 지금은 영국에서 살고 있다.

## 연인
- 유체리(일본명:키노모토 사쿠라)

샤오랑과 류미호와 루비 문과 연애중이다. 우수중학교 1학년 이고 체리는 어느 날 아버지의 서고에서 이상한 책을 발견하고, 그 책에 봉인 되어있던 '봉인의 파수꾼' 케르베로스와 만나 카드 캡터로 임명된다. 역경을 겪을 때마다, '틀림없이 잘 될 거야라는 무적의 주문으로 극복하는 긍정적인 인물이다. 아키호와는 어머니때부터 이어진 인연인것이다. 아키호와 쌍둥이로 개변됐다.
- 이소랑(일본명:리 샤오랑)

사쿠라의 연인이다. 우수중학교 1학년. 흩어진 크로우 카드를 찾기 위해 홍콩에서 전학 왔으며, 지금은 유체리를 돕기 위해 우수 중학교에 전입했다. 크로우 리드의 사촌에 해당하는 리 가문 출신으로 홍콩에 어머니와 4명의 누나가 있다. 강한 마력과 타고난 운동능력으로 뛰어난 무술 실력을 실력을 갖추고 있으며, 크로우 카드를 수집할 때엔 녹색의 중국식 복장을 했으나 클리어 카드편에서는 토모요(번안: 신지수)가 만들어준 의복을 입는다.
- 유체리(일본명:키노모토 사쿠라)

샤오랑과 류미호와 루비 문과 연애중이다. 루비 문과는 친한오빠인 오창명의 집에가면 데이트를 한다. 우수중학교 1학년 이고 체리는 어느 날 아버지의 서고에서 이상한 책을 발견하고, 그 책에 봉인 되어있던 '봉인의 파수꾼' 케르베로스와 만나 카드 캡터로 임명된다. 역경을 겪을 때마다, '틀림없이 잘 될 거야라는 무적의 주문으로 극복하는 긍정적인 인물이다. 돌아가신 어머니의 가호로 우울증이라고는 찾아볼수 없는 외유내강형 성격. 아키호와는 어머니때부터 이어진 인연인것이다.
- 류미호(일본명:아키즈키 나쿠루, 루비문)

사쿠라의 연인이다. 사쿠라를 그리워하면서 연인이 됐다. '사쿠라 카드 편'에서부터 등장하는 인물로 에리오르(번안: 에리얼 신)에 의해 만들어졌으며, 평소에는 갈색 생머리의 소녀 같은 모습이지만 원래 모습은 붉은 머리에 나비 날개를 가지고 있는 무성이다. 이제는 사쿠라의 오빠보다는 사쿠라를 좋아한다.

## 주변 인물
- 웨이 왕(일본명:웨이 왕)

성우: 키요카와 모토무
성우: 이인성→손원일(SBS), 홍범기(투니버스)
애니메이션 판의 오리지널 캐릭터로 안경을 쓴 노인이며, 샤오랑(번안: 이소룡)와 함께 일본을 방문한 집사다. 때때로 샤오랑에게 조언과 충고를 해준다.
- 리 예란(일본명:리 예란)

성우: 이노우에 키쿠코/ 전숙경(투니버스 극장판 1기)
샤오랑의 어머니이며 리 가문의 당주. 홍콩을 배경으로 한 극장판 1기(1999)에 등장. 크로우 리드의 모계 쪽 먼 친척에 해당하며, 그녀 자신도 강력한 마력의 소유자이다. 사쿠라가 크로우 카드를 가지고 있다는 것을 보자마자 알아차리거나 그녀에게 위험이 닥칠 것을 예지하고, 마지막에는 마도사의 결계를 뚫어 사쿠라를 인도하기도 했다. 외모는 상당한 미인이며, 얼굴에 표정변화가 없고 매사에 침착한 모습을 보인다. 샤오량이 꽤 어려워하는 듯. 아들과 딸들은 모두 갈색 머리이나 그녀만은 크로우 리드처럼 흑발이다.
- 임두영(일본명:아마미야 마사키)

일본 성우: 사카 오사무
한국 성우: 김규식(SBS), 권혁수(투니버스)
아마미야 그룹의 회장이자 나데시코(번안: 임소하)와 소노미(번안: 임창하)의 할아버지다. 토우야(번안: 유도진), 사쿠라(번안: 유체리), 토모요(번안: 신지수)의 외증조부이기도 하다.
- 샤오랑의 누나들

리 푸디예(일본명:리 푸디예)
성우:야마구치 유리코
리 쉬에화(일본명:리 쉬에화)
성우: 시바하라 치야코
리 황리옌(일본명:리 황리옌)
성우: 와쿠사와 리카
리 페이메이(일본명:리 페이메이)
성우: 스가와라 사치코

## 클리어 카드 편
- 유나·D·카이트(일본명:유나·D·카이토)

성우: 하나에 나츠키/김신우
카드캡터 사쿠라 클리어 카드 편의 제11화, 애니메이션 제8화부터 등장한다. 검은 머리에 연미복을 입은 청년으로, 어렸을 때부터 아키호의 신변을 돌보는 집사다. 리 샤오랑은 카이토와 만나고 '마력'을 느끼고 있으며, 그것이 달의 마력이라고 예상하고 있다. 또한 두 번째 이름 "D"에 대해서 에리오르(번안: 에리얼 신)는 '영국의 어떤 마술 협회에서 최고의 마술사에게 주어지는' 이름으로, 강한 마법사가 많이 소속되어 있지만 좋지 않은 소문들도 있는 협회의 관계자가 아닐까 추측 중이다. 에리오르는 아키호가 자신이 살던 집으로 이사한 것은 카이토가 개입됐을지 모르며, 힘이 있는 것을 보관하기에 안성맞춤인 장소라고 말한다. 사쿠라가 카드를 모으고 있는 것을 알고 있으며, 제16화에서 회중시계를 들고 '그때'를 향해 착착 진행되고 있다고 말한다.
- 모모(일본명:모모)

성우: 코토부키 미나코/김채하
클리어 카드 편에서 등장하는 토끼 봉제 인형. 여성의 말투를 쓰며, 카이토의 앞에서만 움직이고 대화한다. 아키호는 모모의 정체를 인형으로만 알고 있으나, 카이토외에 모모의 정체를 알고 있는 것 같은 묘사는 없다.

## 단역
- 타치바나 유우키(橘 優希), 한국명: 이진(SBS), 나유안(투니버스))

일본 성우: 카와타 타에코
한국 성우: 우정신(SBS), 정혜원(투니버스)
'제 7 화 사쿠라의 괴도 첫 도전!?'에 등장하며, 화가였던 선친의 그림을 누군가 바꾸었다고 생각하고 복구하기 위해 밤의 미술관에 침입한 인물이다. 소년 같은 외모를 하고 있지만, 사실은 소녀다.
- 나카가와 요코(中川 容子, なかがわ ようこ, 한국명: 이나연(투니버스))

일본 성우: 히가미 고쿄
한국 성우: 김채하(투니버스)
'제 14 화 사쿠라와 토우야와 신데렐라'에 등장하며, 토우야와 같은 고등학교의 연극부 부장으로 토우야에게 고백했었다.
- 아카네(あかね, 한국명: 하루(투니버스))

일본 성우: 아라키 카에
한국 성우: 이수진(투니버스)
'제 15 화 사쿠라와 케로의 대판 싸우다'에 등장하며, 케르베로스를 고양이라고 착각하고 줍게되는 여자.
- 쿠로카와 케이코(黒川恵子), 코노 코이치(河野光一), 아베 카츠야(阿部勝也)

일본 성우: 카네마루 히나코,  사쿠라이 타카히로, 이마무라 나오키
한국 성우: 박리나, 김신우, 김명준
'제 22화 사쿠라와 자상한 아버지'에 등장하며, 후지타카의 조수들이다.
- 타치바나 레이(立花 玲, たちばな れい, 한국명: 윤선화(SBS),한재희(투니버스))

일본 성우: 이마이 유카
한국 성우: 이지영(투니버스)
'제 30 화 사쿠라와 상처입은 카드'에 등장하며, 사쿠라와 같은 학교 육상부원으로 상처를 입은 '대쉬(The Dash)'를 주운 후 육상 기록이 성장하기 시작한다.

## 그 외 인물
- 마츠모토 마키(松本真樹)/ 연지(SBS TVA), 세나(투니버스 TVA)

일본 성우: 미츠이시 코토노
한국 성우: 우정신(SBS), 김새해(투니버스)
애니메이션 판 오리지널 캐릭터로 잡화점 '트윈 벨'의 소유자이며, 조금 정신없는 캐릭터로 사쿠라(번안: 유체리)와 친구들이 종종 트윈 벨을 이용하며, 상품에 점프(The Jump)와 샷(The Shot)이 섞여 들어있기도 했다.
클리어 카드
- 치어리딩부 부장

성우: 카와카미 아스카(河上明日香)/유영

## 학교 인물들

### 학교 선생님
- 권현문(寺田良幸, 테라다 요시유키)

일본 성우: 타니야마 키쇼(초반부)→후루사와 토오루(1~2기)
한국 성우: 오인성→강수진(SBS), 이호산(투니버스)
갈색 머리카락의 체육 선생님이며, 크로우 카드 편과 사쿠라 카드 편에서 사쿠라(번안: 유체리)의 담임 선생님이다. 리카(번안: 강민지)와는 연인 사이로, 리카에게 약혼반지를 건내 주기도 한다. 애니메이션 판에서는 리카의 동경하는 사람으로 나온다.
- 한설아(木村ゆき絵, きむら ゆきえ, 키무라 유키에)

일본 성우: 사에키 토모
한국 성우: 이수진(투니버스)
단발머리의 활기찬 표정의 가정 선생님이다. 사쿠라(번안: 유체리)와 치하라(번안: 은다빈), 나오코(번안: 송유미)가 속한 치어리딩부의 고문을 맡고 있다.
- 조현자(碧麻紀子, みどり まきこ, 미도리 마키코)

일본 성우: 하야미 케이
한국 성우: 양정화(투니버스)
푸근한 인상의 국어 선생님.
- 장은숙(辻谷彰子, つじたに しょうこ, 츠지타니 쇼오코)

일본 성우: 네야 미치코
한국 성우: 박리나(투니버스)
긴 머리를 틀어 올린 음악 선생님이다. 토모요(번안: 신지수)가 속한 코러스부의 고문을 맡고 있다.
- 김미희(堤美香, つつみ みか, 츠츠미 미카)

짧은 숏컷 머리의 산수 선생님이다. 원작에서는 츠즈키 미카가 출산 휴가에 들어간 대신, 그 해에 카호(번안: 문현아)가 임시 산수 선생님으로 들어온다.
- 이학재(山本俊信, やまもと としのぶ, 야마모토 토시노부)

회색 머리의 눈꼬리가 쳐진 미술 선생님.
클리어 카드
- 모리타(守田先生)/지 선생님

성우: 요코야마 유리(横山由梨)/강새봄
토모에다 중학교 1학년 2반의 담임.
숏컷 머리의 안경을 쓴 수수한 국어 선생님.
- 모리(森先生)/임 선생님

성우: 하세가와 노도카(長谷川暖)/박시윤
토모에다 중학교 1학년 2반의 부담임.
짧은 포니테일의 치어리딩부의 고문 선생님.
- 마이크

성우 : 코마다 와타루(駒田航)/이상호
금발 머리의 영어 선생님.
- 카미누마(上沼先生)/우 선생님

성우: 시모즈키 유카리(霜月紫)/강성우
흰색 가운을 입은 이과 실험실 선생님.
- 미야코(宮古先生)

성우: 무라카미 유우야(村上裕哉)/홍승효
흰머리에 눈썹이 처진 곰체형의 수학 선생님.
- 체육 교사(体育敎師)

성우: 레이미(れいみ)/유영
짧은 검은머리의 체육 선생님.

## 극장판
- 마도사(魔導士) (성우: 하야시바라 메구미/이현진)

극장판 1기의 최종보스. 투니버스의 로컬라이징명은 '여마법사'. 원래 홍콩에 살던 점술사로, 점술도구는 물이었다. 사쿠라를 홍콩으로 불러들이지만 정작 그녀가 원했던 것은 크로우 리드였다. 크로우리드가 죽고 없었기 때문에 대신 사쿠라가 이끌려온 것이었다. 
크로우리드를 대단히 증오한 것처럼 보였지만 사실은 그를 매우 사랑했었다. 하지만 크로우 리드가 죽었다는 소릴 들었을 때 거짓말 말라며 부정했지만 이내 사실을 받아들이고 물이 되어 흩어지고 말았다.